# Janko Nilović
Janko Nilović, anche conosciuto con gli pseudonimi Alan Blackwell, Juan De Dios Muñoz, Andy Loore, Johnny Montevideo ed Emiliano Orti (Istanbul, 20 maggio 1941), è un pianista, compositore e arrangiatore francese specializzato in molti generi diversi fra cui jazz, funk, pop, psichedelia, easy listening, la musica per sonorizzazioni e quella colta.

## Biografia

### Gioventù - anni 1960
Nato a Istanbul da padre montenegrino e madre greca, Janko Nilović imparò da bambino a suonare il pianoforte, l'oboe e le percussioni e fondò un complesso rock and roll alla fine degli anni 1950. Si trasferì a Parigi nel 1960, ove iniziò a suonare il pianoforte nei nightclub jazz prima di entrare in qualità di bassista, chitarrista e tastierista nei Les Doussis, un trio di musicisti greci che venne scritturato dalla Barclay Records. Nel frattempo, Nilović trovò anche lavoro come arrangiatore e orchestratore per musicisti pop e in ambito televisivo.
Durante la seconda metà degli anni 1960, Nilović scrisse e produsse una serie di singoli per il cantante Davy Jones (non il membro dei Monkees), e fondò assieme a quest'ultimo la Ju Ju Records nel 1967. Nello stesso anno, Nilović lavorò anche come organista per la versione in lingua francese del musical Hair. Sul finire del decennio, Nilović fu scritturato nell'etichetta di André Farry Éditions Montparnasse 2000 (MP 2000), specializzata in library music. Fra le pubblicazioni di Nilović del periodo vi sono Psyc Impressions (1969), che la rivista Shindig! definisce "un inebriante stufato di batteria funky, di nodosi fuzz per chitarra e arrangiamenti fiatistici da big band", e una serie di album intitolati Impression, che raccolgono le sue musiche per documentari televisivi.

### Anni 1970 - oggi
A partire dalla metà degli anni 1970, Nilović iniziò a lavorare in Belgio ove produsse l'album Funky Tramway (1975), e arrangiò le canzoni di Michel Jonasz e Gérard Lenorman. L'artista abbandonò la MP 2000 alla fine degli anni settanta e iniziò a comporre musica non commissionata da terzi. Alcune tracce di Nilović vennero campionate da artisti hip hop, fra cui Dr. Dre, la cui Loose Cannons (dall'album Compton) contiene un estratto di Underground Session; Danny!, la cui The Groove contiene un campionamento di Tapatapa (il brano è contenuto nel suo And I Love H.E.R.) e No I.D., che estrapolò un sample da In the Space per la traccia D.O.A. di Jay-Z (da The Blueprint 3). Quest'ultima canzone valse a Nilović e altri artisti un Premio Grammy.

## Discografia parziale
- 1968 – Maya Casabianca
- 1968 – Hommage a Monsieur Charlie Chaplin (Trema)
- 1968 – Janko Nilović & Herve Roy (con Hervé Roy)
- 1968 – Janko Nilović, Raymond Guiot & Hervé Roy (con Raymond Guiot e Hervé Roy)
- 1969 – Psyc Impressions
- 1969 – Rande Parade de Cirque (negli International Circus Band)
- 1969 – Voodoo Ju Ju Obsession (nei Los Patos)
- 1971 – Vocal Impressions
- 1971 – Power (con Pascal Auriat)
- 1972 – Pop Impressions
- 1973 – Supra Pop Impressions
- 1973 – Jazz Impressions 1
- 1973 – Jazz Impressions 2
- 1974 – Chorus (MP 2000)
- 1974 – Rythmes Contemporains
- 1974 – Jouets Musicaux
- 1974 – Classical Phases
- 1975 – Soul Impressions
- 1975 – Percussions Dans L'espace
- 1975 – Funky Tramway
- 1976 – Un Couple Dans La Ville
- 1976 – Super America
- 1976 – Pop Shopin